# 1870년대
1870년대는 1870년부터 1879년까지를 가리킨다.

## 사건
- 1875년 - 조선, 운요호 사건이 일어남.
- 1876년 - 조선, 강화도 조약 체결.
- 1871년 - 프로이센 왕국, 독일제국 선포식 베르샤유궁서 실행, 보불전쟁 1870년 프랑스2공화국 프로이센 왕국 전쟁.

## 같이 보기
- 도금 시대
- 장기불황
- 제2차 산업 혁명